# Sydamerikanska mästerskapet i basket 1937
Sydamerikanska mästerskapet i basket 1937 spelades i Santiago de Chile och Valparaíso, Chile och vanns av Chile. 5 lag deltog, bland dem debuterande Peru.

## Slutställning
1. Chile
2. Uruguay
3. Brasilien
4. Peru
5. Argentina

## Resultat
Alla möttes två gånger, och totalt spelade alla lag åtta matcher.
| Placering | Lag       | Poäng | Vinst | Förlust | Gjorda poäng | Insläppta poäng | Poängskillnad |
| --------- | --------- | ----- | ----- | ------- | ------------ | --------------- | ------------- |
| 1         | Chile     | 16    | 8     | 0       | 244          | 185             | +59           |
| 2         | Uruguay   | 13    | 5     | 3       | 201          | 198             | +3            |
| 3         | Brasilien | 11    | 3     | 5       | 181          | 214             | -33           |
| 4         | Peru      | 10    | 2     | 6       | 182          | 190             | -8            |
| 5         | Argentina | 10    | 2     | 6       | 197          | 218             | -21           |

| Chile     | 21 - 20 | Argentina |
| Argentina | 30 - 33 | Chile     |
| Chile     | 35 - 22 | Brasilien |
| Brasilien | 18 - 34 | Chile     |
| Chile     | 33 - 21 | Peru      |
| Peru      | 34 - 35 | Chile     |
| Chile     | 19 - 13 | Uruguay   |
| Uruguay   | 27 - 34 | Chile     |
| Uruguay   | 26 - 30 | Argentina |
| Argentina | 29 - 30 | Uruguay   |
| Uruguay   | 28 - 23 | Brasilien |
| Brasilien | 27 - 30 | Uruguay   |
| Uruguay   | 24 - 17 | Peru      |
| Peru      | 19 - 23 | Uruguay   |
| Brasilien | 31 - 22 | Argentina |
| Argentina | 21 - 30 | Brasilien |
| Brasilien | 12 - 29 | Peru      |
| Peru      | 15 - 18 | Brasilien |
| Peru      | 23 - 20 | Argentina |
| Argentina | 25 - 24 | Peru      |